# 0-2-4
Según la notación Whyte para la clasificación de locomotoras de vapor, 0-2-4 representa la disposición de las ruedas sin ruedas delanteras, dos ruedas motrices motrices en un eje y cuatro ruedas traseras en dos ejes.

## Historia

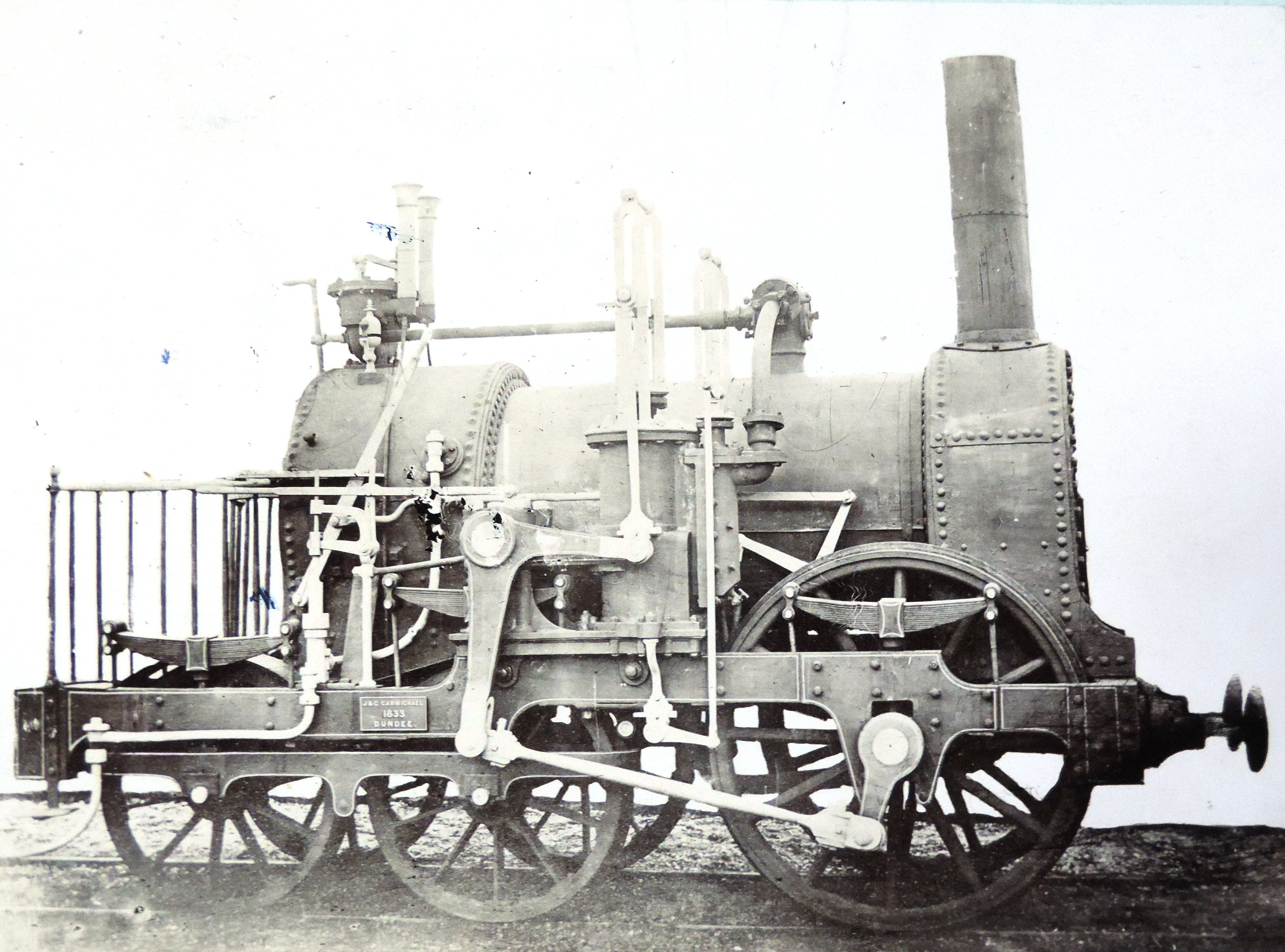
Ferrocarril de Dundee and Newtyle 0-2-4

Se trata de una disposición de ruedas inusual, siendo los únicos ejemplos conocidos tres locomotoras suministradas a la 4 pies 6 plg (1372 mm) Ferrocarril de Dundee y Newtyle por J y C Carmichael de Dundee en 1833.
Todavía estaban en funcionamiento en 1847, pero es posible que hayan sido desguazados en 1849 cuando la línea se convirtió al ancho estándar . También estaba el vagón de vapor Fairfield de Bristol and Exter Railway, construido en 1848 para Bristol and Exter Railway, que lo utilizó en un ramal antes de convertirlo en un 0-2-2.[cita requerida]